# Kyra Sophia Kahre
Kyra Sophia Kahre (*  27. März 1989) ist eine deutsche Schauspielerin.

## Werdegang
Kahre erlernte die Schauspielerei durch Unterricht bei Nick Dong-Sik und Susanne Geyer. Im Jahr 2012 besuchte sie einen Acting-Workshop und ein Kameraseminar bei Teresa Harder. Ihre erste Fernsehrolle übernahm sie im ZDF-Zweiteiler Die Holzbaronin, gefolgt von zwei Folgen der Fernsehfilm-Serie Frühling an der Seite von Simone Thomalla unter der Regie von Achim Bornhak.
Im Kino debütierte Kyra Sophia Kahre in einer Nebenrolle im Film Fack ju Göhte. Seither hat sie in diversen Serien wie Der Alte, Heldt oder In aller Freundschaft – Die jungen Ärzte Episodenhauptrollen übernommen. 2014 war sie in dem Kinodrama Schönefeld Boulevard von Sylke Enders zu sehen. Weitere Filmrollen übernahm sie in Produktionen wie LenaLove (2015), What You Want Is Gone Forever (2015) und Before We Grow Old (2017). Es folgten unter anderem Auftritte in Serienformaten wie Tatort, Der Alte, Polizeiruf 110 und Der Zürich-Krimi. Auf Streaming-Plattformen war sie unter anderem in Parfum (Netflix), Wir Kinder vom Bahnhof Zoo (Amazon Prime Video) sowie Munich Games (Sky) zu sehen. 2023 spielte sie im ARD-Zweiteiler Mordach – Tod in den Bergen unter der Regie von Roland Suso Richter neben Mehmet Kurtuluş und Gesine Cukrowski.

## Filmografie
- 2012: Das Aquarium
- 2012: Die Holzbaronin
- 2012: Frühlingsgefühle
- 2012: Frühling für Anfänger
- 2013: Fack ju Göhte
- 2013: Schönefeld Boulevard
- 2014: Der Alte (Fernsehserie, Folge Alpenglühen)
- 2014: Die drei Federn
- 2015: Mein Sohn Helen
- 2015: Die Hebamme II
- 2016: An deiner Seite (interaktiver Kurzfilm als Musik-Video für den Rapper Kontra K)[3]
- 2016: LenaLove[4]
- 2016: Polizeiruf 110: Wölfe
- 2017: Heldt (Fernsehserie, Folge Mord verjährt nicht)
- 2017: Morden im Norden (Fernsehserie, Folge Bernsteinfieber)
- 2017: Die Spezialisten – Im Namen der Opfer (TV-Reihe, Folge Bum Bum)
- 2017: SOKO Kitzbühel – Der innere Dämon
- 2017: In aller Freundschaft – Die jungen Ärzte (Fernsehserie, Folge Erwartungen)
- 2017: Alarm für Cobra 11 – Die Autobahnpolizei (Fernsehserie, Folge Der Königsmörder)
- 2017: Die Chefin (Fernsehserie, Folge Prager Kristalle)
- 2018–2021 Tatort
  - 2018: Wer jetzt allein ist
  - 2020: Gefangen
  - 2021: Masken
- 2018–2019: Weingut Wader (Fernsehreihe)
- 2019: Der Lehrer (Fernsehserie, Folge Hast du Pech beim Denken, oder was?!)
- 2019: In aller Freundschaft (Fernsehserie, Folge Herzstolpern)
- 2019: SOKO Leipzig (Fernsehserie, Folge Crystal)
- 2020: Polizeiruf 110: Heilig sollt ihr sein! (Fernsehfilm)
- 2020: Die Kanzlei (Fernsehserie, Folge Wieder vereint)
- 2021: Der Zürich-Krimi: Borchert und der eisige Tod (Fernsehreihe)
- 2021: Wo ist die Liebe hin (Fernsehfilm)
- 2023: Tod am Rennsteig – Auge um Auge (Fernsehfilm)
- 2023: Mordach – Tod in den Bergen
- 2023: Notruf Hafenkante (Fernsehserie, Folge Verzweifelt)

## Theater
- 2011: Hänsel und Gretel, Landesbühne Rheinland-Pfalz